# Steve Carell
Steve John Carell (ur. 16 sierpnia 1962 w Concord) – amerykański aktor, producent, scenarzysta i komik, laureat Złotego Globu 2006 w kategorii „Najlepszy aktor w serialu komediowym” za rolę Michaela Scotta w serialu mockumentalnym NBC Biuro (The Office).

## Życiorys
Urodził się w Concord w Massachusetts rodzinie rzymskokatolickiej jako najmłodszy z czterech synów Harriet Theresy (z domu Koch) i Edwina A. Carella. Jego ojciec był pochodzenia włoskiego i niemieckiego, a matka miała korzenie polskie. Jego ojciec przed narodzinami Steve’a zmienił nazwisko z Caroselli na Carell.
Uczęszczał do The Fenn School, prywatnej szkoły dla chłopców w Concord, a następnie Middlesex School, po czym w 1984 ukończył Denison University  w Granville w Ohio. Carell początkowo postanowił rozpocząć karierę prawniczą, biorąc udział w zajęciach jako student prawa. Z czasem jednak związał się z Seedy Theatrical Company. W 1991 występował w trupie The Second City z Chicago. Tam poznał Stephena Colberta, z którym potem współpracował.
W latach 1999–2004 był korespondentem programu satyrycznego The Daily Show, a także występował w powtarzających się skeczach, takich jak Even Stephven [sic] (ze Stephenem Colbertem) i Produce Pete. Powszechną popularność zdobył jako Michael Scott w serialu mockumentalnym NBC Biuro (The Office, 2005–2013).
5 sierpnia 1995 ożenił się z aktorką Nancy Walls. Ma syna Johna (ur. 2004) i córkę Elisabeth Annę (ur. 2005).

## Filmografia
- Niesforna Zuzia (1991) jako Tesio
- Tomorrow Night (1998) jako facet na poczcie bez okularów
- Watching Ellie (2002–2003) jako Edgar
- Street of pain (2003) jako Mark
- Bruce Wszechmogący (2003) jako Evan Baxter
- Piżama party (2004) jako oficer Sherman
- Legenda telewizji (2004) jako Brick Tamland
- Come to Papa (2004) jako Blevin
- Melinda i Melinda (2004) jako Walt
- Biuro (serial) (2005–2011, 2013) jako Michael Scott
- 40-letni prawiczek (2005) jako Andy Stitzer
- Czarownica (2005) jako wuj Arthur
- Mała miss (2006) jako Frank
- Skok przez płot (2006) jako wiewiór Hammy (głos)
- Wpadka (2007) jako Steve Carell
- Evan Wszechmogący (2007) jako Evan Baxter
- Ja cię kocham, a ty z nim (2007) jako Dan Burns
- Dorwać Smarta (2008) jako Maxwell Smart
- Horton słyszy Ktosia (2008) jako burmistrz (głos)
- Kolacja dla palantów (2010) jako Barry
- Jak ukraść księżyc (2010) jako Gru (głos)
- Nocna randka (2010) jako Phil Foster
- Kocha, lubi, szanuje (2011) jako Cal Weaver
- Przyjaciel do końca świata (2012) jako Dodge
- Najlepsze najgorsze wakacje (The Way Way Back, 2013) jako Trent Ramsey
- Niewiarygodny Burt Wonderstone (2013) jako Burt Wonderstone
- Minionki rozrabiają (2013) jako Gru (głos)
- Legenda telewizji 2: Kontynuacja (2013) jako Brick Tamland
- Foxcatcher (2014) jako John Eleuthère du Pont
- Alexander – okropny, straszny, niezbyt dobry, bardzo zły dzień (2014) jako Ben Cooper
- Minionki (2015) jako Gru
- Tytuł do praw (2015) jako Steven Goldstein
- Big Short (2015) jako Mark Baum
- Śmietanka towarzyska (2016) jako Phil Stern
- Gru, Dru i Minionki (2017) jako Gru i Dru
- Wojna płci (2017) jako Bobby Riggs
- Last Flag Flying (2017) jako Larry „Doc” Shepherd
- Mój piękny syn (2018) jako David Sheff
- Vice (2018) jako Donald Rumsfeld
- Witajcie w Marwen (2018) jako Mark Hogancamp
- The Morning Show (2019) jako Mitch Kessler
- Siły kosmiczne (2020) jako generał Mark R. Naird
- Irresistible (2020) jako Gary Zimmer

## Nagrody i nominacje
| Rok  | Nagroda                   | Kategoria                            | Film                      | Rezultat  |
| ---- | ------------------------- | ------------------------------------ | ------------------------- | --------- |
| 2005 | Złoty Glob                | Najlepszy aktor w serialu komediowym | Biuro                     | Wygrana   |
| 2006 | Złoty Glob                | Najlepszy aktor w serialu komediowym | Biuro                     | Nominacja |
| 2006 | Emmy                      | Najlepszy aktor w serialu komediowym | Biuro                     | Nominacja |
| 2006 | MTV Movie Awards 2006     | Najlepszy występ komediowy           | 40-letni prawiczek (2005) | Wygrana   |
| 2006 | MTV Movie Awards 2006     | Nagroda dla zespołu aktorskiego      | 40-letni prawiczek (2005) | Nominacja |
| 2006 | MTV Movie Awards 2006     | Najlepszy aktor                      | 40-letni prawiczek (2005) | Nominacja |
| 2007 | Złoty Glob                | Najlepszy aktor w serialu komediowym | Biuro                     | Nominacja |
| 2008 | Złoty Glob                | Najlepszy aktor w serialu komediowym | Biuro                     | Nominacja |
| 2009 | Złoty Glob                | Najlepszy aktor w serialu komediowym | Biuro                     | Nominacja |
| 2010 | Złoty Glob                | Najlepszy aktor w serialu komediowym | Biuro                     | Nominacja |
| 2014 | Nagroda Akademii Filmowej | Najlepszy aktor pierwszoplanowy      | Foxcatcher (2014)         | Nominacja |